# Tajemnica Amy
Tajemnica Amy (ang. The Secret Life of the American Teenager, często skracane do The Secret Life) – amerykański serial telewizyjny stacji ABC Family stworzony przez Brendę Hampton. Swoją premierę miał 1 lipca 2008. Drugi sezon rozpoczął się po ponad roku, dokładnie 22 lipca 2009. W Polsce serial jest emitowany od 9 października 2011 na antenie MTV.
Odcinek pilotażowy pobił rekord oglądalności seriali ABC Family, który wcześniej należał do Kyle XY, z 2,82 mln widzów, a pierwszy sezon zebrał w sumie 4,50 milionów widzów. 

## Fabuła
Główną bohaterką serialu jest Amy Juergens (Shailene Woodley). W pierwszym sezonie przedstawione są jej relacje z rodziną i przyjaciółmi, którzy dowiadują się o jej nieplanowanej ciąży. W drugim sezonie świeżo upieczona mama musi pogodzić wychowywanie dziecka i naukę w liceum, co, jak się okazuje, nie jest takie proste.

## Główni bohaterowie
Amy Juergens – nastoletnia matka (w wieku 15 lat urodziła syna), która gra na waltorni w orkiestrze szkolnej. Na obozie muzycznym, tuż przed pójściem do nowej szkoły, poznała Ricky’ego Underwooda, perkusistę. Podczas pierwszego stosunku seksualnego zaszła w ciążę. Jest córką Anne i George’a Juergensów, siostrą Ashley i matką Johna.
Ricky Underwood – szkolny playboy, najczęściej spotykający się z Adrian Lee, początkowo nie zainteresowany tym, że będzie ojcem, później dojrzewa do zostania ojcem. Przebywa w rodzinie zastępczej, jego ojciec został aresztowany za wykorzystywanie seksualne syna. Pracuje w sklepie mięsnym Leo Boykewicha – ojca Bena. 
Ben Boykewich – zakochany po uszy w Amy, aby się do niej zbliżyć zapisuje się do szkolnej orkiestry i gra na talerzach, syn Leo Boykewicha – potentata mięsnego, matka umarła, gdy Ben był dzieckiem. Akceptuje to, że Amy jest w ciąży z innym chłopakiem i chce ją poślubić. Sytuacja się komplikuje, gdy Ben wyjeżdża na wakacje do Bolonii i tam poznaje Marię. Także interesował się Grace Bowman. Spał z Adrian Lee.
Adrian Lee – mażoretka, ma opinię dziewczyny, która lubi seks i nikomu nie odmawia. Kocha Ricky’ego, chce być z nim, lecz chłopak ma trudny charakter i nie chce się angażować. Mając 16 lat poznała swojego ojca, Rubena Enriqueza. Dotychczas mieszkała z matką – Cindy Lee. Zazdrosna o Ricky’ego uprawia seks z Benem i zachodzi w ciążę.
Grace Bowman – szkolna cheerleaderka, słodka blondynka, która chce być przyjacielem wszystkich. Bardzo przeżywa swój pierwszy raz, ponieważ wtedy zginął jej ojciec i Grace obarcza się winą za jego śmierć. Wyznaje wartości chrześcijańskie i kiedy jej koleżanki myślały o aborcji, ona je odwodziła od tego pomysłu.
Jack Papuas – szkolny futbolista, pasierb pastora, myślący o seksie, smutny z powodu, że jego dziewczyna Grace chce czekać na współżycie do ukończenia szkoły medycznej. Po seksie z Grace jego związek się rozpada. Zaczyna chodzić z Madison, plotkarką, przyjaciółką Amy.

## Odcinki
| Sezon | Sezon | Odcinki | Oryginalna emisja | Oryginalna emisja |
| Sezon | Sezon | Odcinki | Premiera sezonu   | Finał sezonu      |
| ----- | ----- | ------- | ----------------- | ----------------- |
|       | 1     | 23      | 1 lipca 2008      | 23 marca 2009     |
|       | 2     | 24      | 22 czerwca 2009   | 22 marca 2010     |
|       | 3     | 26      | 7 czerwca 2010    | 6 czerwca 2011    |
|       | 4     | 24      | 13 czerwca 2011   | 4 czerwca 2012    |
|       | 5     | 24      | 11 czerwca 2012   | 10 czerwca 2013   |

## Streszczenie 1 sezonu
Amy Juergens przychodzi do nowej szkoły – Ullises High School, gra na waltorni w kapeli szkolnej. Podczas wakacyjnego obozu zaszła w ciążę ze szkolnym playboyem – Rickym Underwoodem, który jest doboszem w tejże kapeli. Wieść o ciąży 15-latki szybko się rozchodzi, a wszystko przez nietrzymające języka za zębami przyjaciółki – Lauren i Madison. Amy nie wie, co zrobić. Przez jakiś czas ukrywa to, że jest w ciąży. Dziewczyna podoba się Benowi Boykewichowi, synowi bogatego przedsiębiorcy wędliniarskiego. Chłopak nie wie, że Amy jest w ciąży. Sprawa wychodzi na jaw przez spotęgowany, jak to w ciąży, apetyt nastolatki. Ojciec Bena, Leo Boykewich, zastanawia się, czy dziewczyna jest w ciąży. Pomimo tego, że Amy spodziewa się dziecka z Rickym, zakochany Ben nie odstępuje dziewczyny na krok, wyznaje jej miłość i prosi ją o rękę. Para pobiera się posługując się fałszywymi dowodami osobistymi. Ojcowie Amy i Bena są oburzeni wybrykiem dzieci. W międzyczasie Amy zastanawia się co zrobi, gdy zostanie już młodą matką. Sytuacja ją przerasta. Myśli o adopcji. Na adopcję nie zgadza się ojciec dziecka, Ricky, który dojrzewa i powoli dochodzi do niego, jaka odpowiedzialność przed nim stoi. Amy rodzi syna. Tak można streścić pierwszy sezon z perspektywy głównej bohaterki. Oprócz głównego wątku opowiedziane są historie uczniów z Ullises High School. Grace Bowman, wychowywana w chrześcijańskiej rodzinie, to dziewica, która postanowiła dotrzymać czystości do małżeństwa z czego mało się cieszy jej chłopak, Jack Papuas. Adrian Lee natomiast jest przeciwieństwem Grace, często zmienia partnerów nie angażując się emocjonalnie. Adrian mieszka z matką, po jakimś czasie dowiaduje się, kim jest jej ojciec. Przyjaciele Bena: Henry 'Hank' Miller i Alice Valko to dziwna para, która wspiera Bena radząc mu w postępowaniu z Amy, przy okazji rozważając czym jest ich związek. Ricky Underwood jest w rodzinie zastępczej, ponieważ jego ojciec wykorzystywał go seksualnie, co wprowadza obawy odnośnie do dziecka Amy.